# Dimitris Minasidis
Dimitris Minasidis –en griego, Δημήτρης Μινασίδης– (29 de abril de 1989) es un deportista chipriota que compitió en halterofilia. Ganó dos medallas en el Campeonato Europeo de Halterofilia, plata en 2012 y bronce en 2009.

## Palmarés internacional
| Campeonato Europeo | Campeonato Europeo | Campeonato Europeo | Campeonato Europeo |
| Año                | Lugar              | Medalla            | Categoría          |
| ------------------ | ------------------ | ------------------ | ------------------ |
| 2009               | Bucarest (Rumania) | Medalla de bronce  | 62 kg              |
| 2012               | Antalya (Turquía)  | Medalla de plata   | 62 kg              |